# Huancavelica

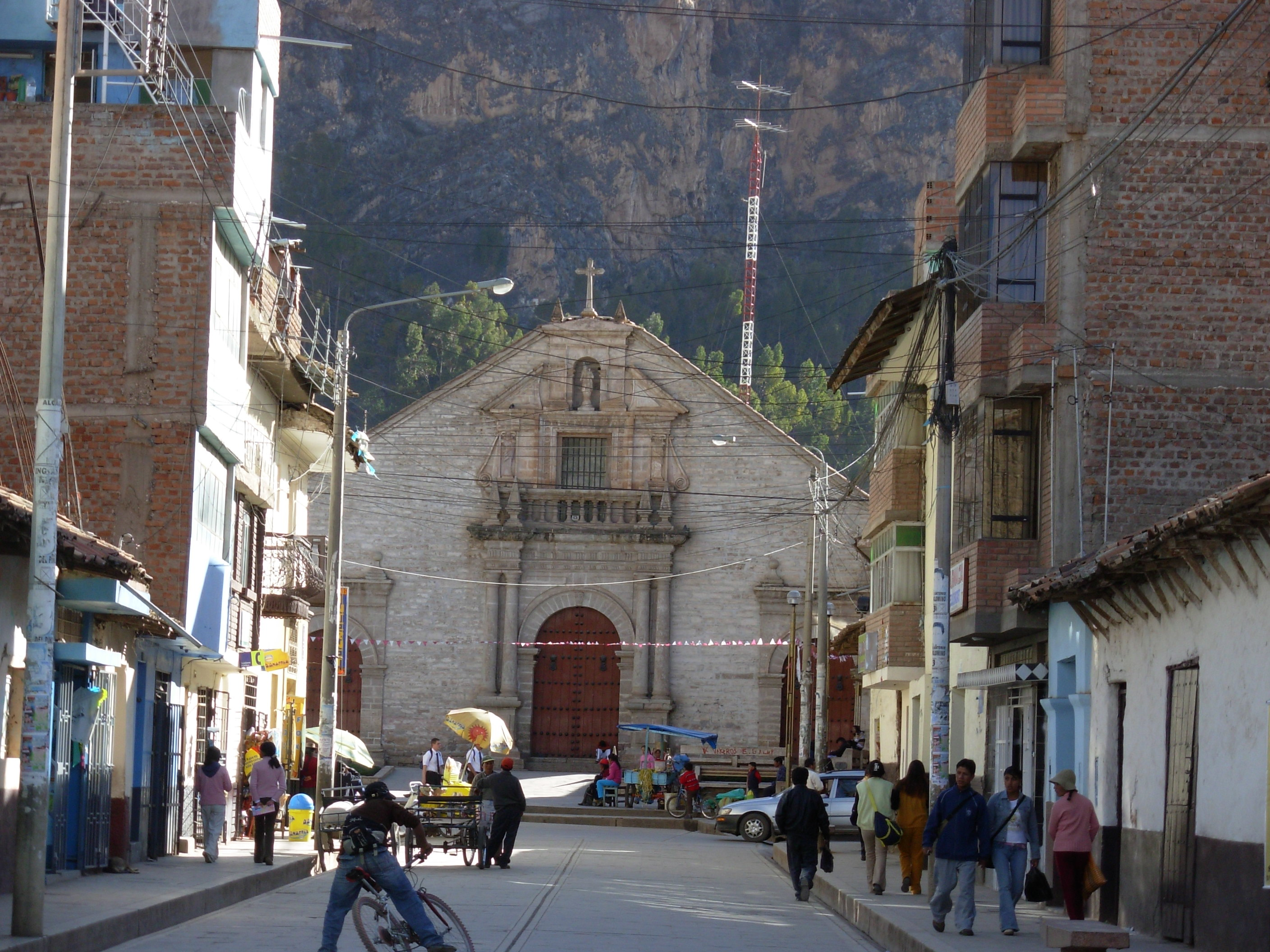
Altstadt von Huancavelica

Huancavelica, auf ungefähr 3660 Metern über dem Meeresspiegel gelegen, ist die Hauptstadt der Region Huancavelica in den peruanischen Anden. Sie hatte 2017 34.655 Einwohner. Im Ballungsraum lebten 49.570 Menschen.

## Verkehr

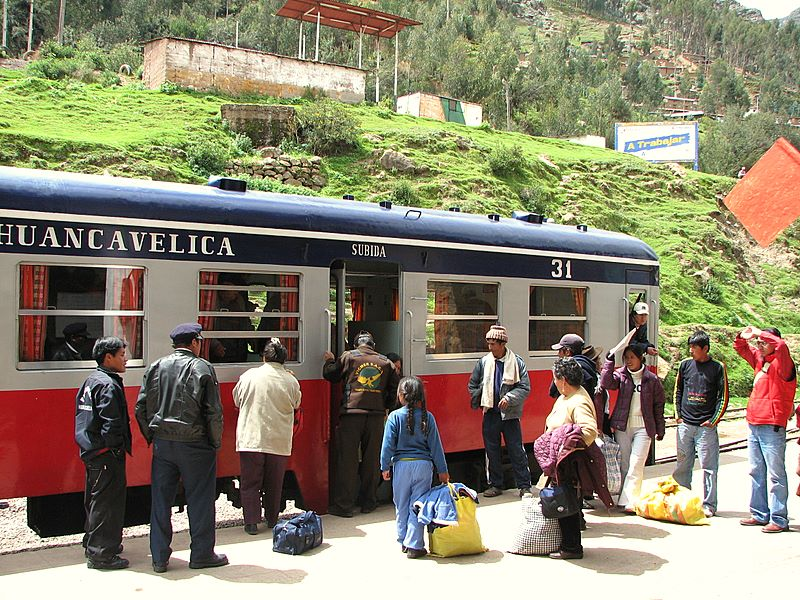
Schmalspur-Triebwagen im Bahnhof Huancavelica, 2007

In der Stadt endet die Bahnstrecke La Oroya–Huancavelica. Huancavelica hat seit 1933 Anschluss an die Bahn, als die schmalspurige Strecke zwischen Huancayo und Huancavelica hier ihren Betrieb aufnahm. Bis 2011 wurde die Strecke auf Normalspur umgespurt und Züge können seitdem bis Lima und zum Hafen Callao durchfahren.

## Sonstiges
Die Stadt ist Sitz des Bistums Huancavelica.